# 3985 Raybatson
3985 Raybatson је астероид главног астероидног појаса чија средња удаљеност од Сунца износи 2,850 астрономских јединица (АЈ).
Апсолутна магнитуда астероида је 11,3.